# Смеян, Павел Евгеньевич
Па́вел Евге́ньевич Смея́н (23 апреля 1957, Москва — 10 июля 2009, Дюссельдорф) — советский и российский музыкант, певец, композитор и актёр. В 1980—1984 и в 1994—2007 годах — артист московского театра «Ленком».

## Биография
Павел Смеян родился в Москве 23 апреля 1957 года в семье киноработников Евгения Петровича и Галины Александровны Смеян.
Окончил школу № 856, детскую музыкальную школу № 7 в Москве и эстрадное отделение училища имени Гнесиных по классу саксофона.
В апреле 1978 года пришёл в группу «Виктория» вместе со своим братом-близнецом Александром Смеяном. Павел пел и играл на саксофоне и флейте, Александр выступал как бас-гитарист. После гибели в декабре 1980 года Александра Смеяна Павел всерьёз занялся вокалом.
Павел Смеян работал в филармониях различных городов, в Росконцерте, в 1980 году, помимо группы «Виктория», участвовал ещё и в первом составе группы «Воскресение», с 1980 года по 1984 год играл и пел в ансамбле «Рок-Ателье», с 1982 по 1987 год гастролировал с ВИА «Фестиваль». С 1986 года некоторое время играл в группе «СВ», которая по его идее (по 1987 год) влилась в состав Государственного эстрадного оркестра РСФСР п/у М. Дунаевского, затем с 1990 года по 1991 год — в группе «Апостол» (с которой записал виниловый диск-гигант), с 1998 года по 2004 год — работал в рок-группе «Чёрный Кофе».
В 1980 году в Московском театре имени Ленинского комсомола (с 1991 года — «Ленком») было объявлено чрезвычайное положение — в самый разгар сезона театр внезапно покинул ансамбль «Аракс», являвшийся аккомпанирующим составом в гремевших в то время по стране рок-опере «Звезда и смерть Хоакина Мурьеты» и мюзикле «Тиль», потребовалась срочная замена. Крис Кельми предложил Павлу Смеяну и его группе «Виктория» показаться в театр, и осенью того же года они уже играли в музыкальных спектаклях «Ленкома». Главный режиссёр театра Марк Захаров предложил переименовать группу «Виктория» в «Рок-Ателье». Он же, оценив актёрские данные Смеяна, предложил ему в 1981 году сыграть роль Главного Сочинителя в рок-опере «Юнона и Авось». Как признавался сам Смеян, он считает это событие самым главным в своей жизни. Николай Караченцов на тот момент не обладал нужным уровнем вокального мастерства, поэтому в процессе работы над спектаклем он стал брать уроки у Павла Смеяна. Однако же на самом спектакле Смеян «вытягивал» высокие ноты за Караченцова, которые тот не мог взять.
В «Ленкоме» Смеян работал со значительным перерывом: в 1980—1984 и в 1994—2007 годах. Первый раз он ушёл из театра в сентябре 1984 года, так как нужно было делать сольную карьеру, работать на своё имя.
С 1985 года по 1987 год Смеян вместе с Ириной Понаровской, Борисом Оппенгеймом, Андреем Давидяном и другими музыкантами работал в Государственном эстрадном оркестре РСФСР, которым в то время руководил Максим Дунаевский. В 1986 году с несколькими из оркестрантов составил ансамбль под несколько загадочным названием «СВ» (расшифровывается оно как «Снова вместе»).
В 1993 году Смеян ушёл послушником в Валаамский монастырь, где провёл ровно год, а после смерти своего отца вновь вернулся к мирской жизни и творчеству, возвратился в театр.
Осенью 2007 года Смеян ушёл из «Ленкома» уже окончательно, Марку Захарову после первого ухода Смеяна пришлось его роль в «Юноне и Авось» разделить на двух исполнителей, потому что нужно кому-то было выполнять пластическую и сугубо актёрскую линию, а кто-то должен был петь; с той поры сложилось два Сочинителя — Первый и Второй.
В кино голос Павла Смеяна впервые зазвучал в телефильме «Трест, который лопнул», благодаря Николаю Караченцову, который познакомил его с композитором Максимом Дунаевским. Смеян пел за героя литовского актёра Регимантаса Адомайтиса. Вскоре после этого Дунаевский пригласил Смеяна записать все мужские вокальные партии в двухсерийной картине «Мэри Поппинс, до свидания!», а режиссёр Леонид Квинихидзе попросил его заодно и озвучить роль мистера Робертсона, которую исполнял актёр Лембит Ульфсак. За время своей творческой деятельности Павел исполнил песни и озвучил роли почти в двадцати кинофильмах и мультфильмах.
В 1987 году он участвовал в съёмках клипа на песню «Замыкая круг». В 1988—1989 годах исполнял роль графа Мочениго в рок-опере «Джордано» (композитор Лора Квинт; постановка Владислава Дружинина). В 1988 году вместе с Ларисой Долиной принял участие в мюзикле композитора Анатолия Кальварского «Кукла наследника Тутти» (по мотивам сказки Юрия Олеши «Три толстяка»), премьера которого состоялась в СК «Олимпийский». В репертуаре Павла Смеяна насчитывается более 100 песен. Одной из последних записанных им песен стала «Девонька» композитора Рустама Неврединова на слова Олеси Борисовой. Запись сделали в феврале 2007 года, посвятив супруге Николая Караченцова Людмиле Поргиной. Эта композиция должна была войти в новый сольный альбом Павла Смеяна «Страшные сказки», работа над которым так и осталась незавершённой. В альбом также должны были войти композиции «Авиакатастрофа», «Съеденный бультерьером», «Батюшка» и другие.
Кроме того, Смеян является автором рок-оперы «Слово и дело» по повести А. К. Толстого «Князь Серебряный». Первая часть рок-оперы была записана в 1999 году, а вторая в 2000 году на студии звукозаписи при «Ленкоме» группой «Чёрный Кофе». Помимо самого Смеяна, роли в ней озвучили такие актёры, как Дмитрий Певцов, Виктор Проскурин, Виктор Раков, Александр Лазарев, Сергей Чонишвили, Владимир Ширяев и Игорь Фокин, музыканты Дмитрий Варшавский, Николай Парфенюк и Жан Сагадеев.
Павел Смеян озвучивал персонажей компьютерных игр, например: «MediEvIl 2», «C-12», «Warcraft III», «Стальные парни», «Empire Earth». Работал на «Радио России», его голосом говорил Мистериус, персонаж рок-передач Дмитрия Добрынина. В 2004 году музыкально продюсировал спектакль «Воины духа», спел и сыграл в нём роль Провайдера — по сути, дьявола. 12 декабря 2007 года участвовал в премьере рок-оперы «Идут белые снеги…» на музыку Глеба Мая и стихи Евгения Евтушенко.
Ещё одним страстным увлечением Павла Смеяна была охота. Охотился на кабанов, лосей, оленей, косуль десять лет — с 1985 года по 1995 год. Даже на гастроли выезжал с собакой и винтовкой.
В марте 2009 года Павлу был поставлен диагноз рак поджелудочной железы (первоначальный диагноз — панкреатит). Была проведена химиотерапия. Родственники отправили его в клинику в Дюссельдорфе, где 26 мая ему сделали операцию, деньги на которую собирали «всем миром», а также с помощью Фонда поддержки старых артистов, которым руководит Мария Миронова, и Фонда имени Евгения Леонова театра «Ленком».
Скончался 10 июля 2009 года в Дюссельдорфе (Германия) на 53-м году жизни от рака поджелудочной железы. 23 июля 2009 года был похоронен на Хованском кладбище в Москве, рядом с отцом и братом Александром (Александр Смеян погиб 26 декабря 1980 года).

## Память
По просьбе Павла Смеяна композитор и поэтесса Елена Суржикова написала для него песню «Джордано Бруно», которая должна была стать основной в новом альбоме Смеяна «Страшные сказки». Эта работа так и осталась незавершённой. В 2016 году в память о Смеяне композицию «Джордано Бруно» (второе название — «Аутодафе») записал артист театра «Ленком» Илья Трофимов.
Существует ошибочное мнение, что в фильме «Д’Артаньян и три мушкетёра» песню «Есть в графском парке чёрный пруд» исполняет Павел Смеян, на самом деле в фильме её поёт тромбонист ансамбля Олега Лундстрема Вячеслав Назаров.
В 2017 году (в год 60-летия Павла Смеяна) крупнейшая российская музыкальная компания «Bomba-Piter inc.» (генеральный директор Олег Грабко) при участии продюсера Максима Фёдорова выпустила коллекцию более ста песен, которые артист записал за годы своей творческой деятельности; альбомы представлены на интернет-ресурсах «iTunes», «Google Play Музыка», «Яндекс.Музыка» и других.
В 2022 году на канале «ТВ Центр» вышел сорокаминутный фильм о Павле Смеяне из цикла «Прощание», в съёмках которого приняли участие вдова артиста Людмила Смеян, композитор Максим Дунаевский, рок-музыкант Дмитрий Варшавский, экс-участник группы «Рок-Ателье» Борис Оппенгейм, барабанщик Анатолий Абрамов, актёр Дмитрий Певцов, актриса Людмила Поргина, продюсер Максим Фёдоров и певец Александр Садо.

## Семья
Отец — Евгений Петрович Смеян (умер в 1993 году). Мать — Галина Александровна Смеян (род. 2 октября 1927 года).
Брат-близнец — Александр Смеян (23 апреля 1957 — 26 декабря 1980) — певец, музыкант рок-групп «Виктория» и «Рок-Ателье». Погиб. Причина его смерти так и осталась загадкой. Павел до последнего был уверен, что на самом деле произошло убийство, хотя официальная версия гласила, что Александр Смеян повесился. Но у Павла были свои аргументы. Во-первых, во время расследования неожиданно заменили следователя. Во-вторых, в эксгумации тела брата семье отказали. Сам Павел успел выяснить, что была какая-то жуткая драка на лестничной площадке: четверо били одного. Но на шум никто не вышел, соответственно, уголовного дела заводить не стали. Да и экспертиза показала, что умер Александр на самом деле от удара ножом.
Первая жена — Наталья Ветлицкая (род. 17 августа 1964), советская и российская певица. В браке они прожили три года.
Вторая жена — Виктория Сорокина, актриса-кукольница. Прожили вместе пять лет, но их брак не был официально зарегистрирован.
Третья жена — Людмила Викторовна Смеян (род. 13 мая 1961 года), бывшая танцовщица Ленинградского мюзик-холла. Поженились в 1996 году.
Сын от третьего брака — Макарий Смеян (род. 5 января 2009 года).

## Участие в музыкальных коллективах
- 1978 — 1980 годы — группа «Виктория»
- 1980 — группа «Воскресение»
- 1980 — 1984 годы — группа «Рок-Ателье»
- 1982 — 1987 годы — ансамбль «Фестиваль»
- 1985 — 1987 годы — Государственный эстрадный оркестр РСФСР п/у Максима Дунаевского
- 1986 — 1987 годы — группа «СВ»
- 1990 — 1991 годы — группа «Апостол»
- 1998 — 2004 годы — группа «Чёрный Кофе»

## Театральные работы

### В театре «Ленком»
- С 1980 по 1984 год в качестве музыканта ансамбля «Рок-Ателье» принимал участие в спектаклях: «Тиль», «Люди и птицы» и «Звезда и смерть Хоакина Мурьеты»
- С 1981 года по 1984 год и с 1994 года по 2007 год — «Юнона и Авось», Главный Сочинитель (впоследствии Второй Сочинитель)

### На других сценических площадках
- 1988—1989 годы — Рок-опера «Джордано», — Граф Мочениго
- 1988 год — «Кукла наследника Тутти», — Просперо; Тибул
- 2004 год — «Воины духа», — Провайдер
- 2007 год — рок-опера «Идут белые снеги…», — Рок поэта

## Фильмография

### Исполнение песен
- 1981 — «Пёс в сапогах» (мультфильм)
- 1982 — «Трест, который лопнул»
- 1983 — «Юнона и Авось» (телеверсия спектакля)
- 1983 — «Мэри Поппинс, до свидания!»
- 1983 — «Военно-полевой роман»
- 1985 — «Поезд вне расписания»
- 1985 — «Валентин и Валентина»
- 1985 — «Я ей нравлюсь»
- 1986 — «Они и мы»
- 1986 — «Люби меня, как я тебя»
- 1987 — «Случай в аэропорту»
- 1987 — «Молочный Нептун» (мультфильм)
- 1987 — «Домовые, или Сон в зимнюю ночь» (мультфильм)
- 1987 — «Свободное падение»
- 1987 — «Остров погибших кораблей»
- 1987 — «Где бы ни работать» (фильм-концерт)
- 1988 — «32 декабря» (мультфильм)
- 1988 — «Волк и семеро козлят» (фильм-спектакль)
- 1991 — «После того, как...» (мультфильм)
- 1992 — «Ваш выход, девочки»
- 1992 — «На Дерибасовской хорошая погода, или На Брайтон-Бич опять идут дожди», пел песню «Выть, пить, жить!» на Арбате
- 2001 — «Я — кукла»
- 2001 — «Юнона и Авось» (телеверсия спектакля)
- 2003 — «Новогодний романс»

### Озвучивание
- 1983 — «Мэри Поппинс, до свидания!» — мистер Эй (роль Лембита Ульфсака)
- 1989 — «Два богатыря» — Батыр (вокал) / смерч / Кощей Бессмертный (мультфильм)

### Роли в кино
- 1983 — «Юнона и Авось (телеверсия спектакля)» — Главный сочинитель
- 1987 — «Случай в аэропорту» — эпизод
- 1992 — «Ваш выход, девочки» — камео[18]
- 1992 — «На Дерибасовской хорошая погода, или На Брайтон-Бич опять идут дожди» — Уличный музыкант на Арбате
- 2001 — «Юнона и Авось (телеверсия спектакля)» — Второй солист
- 2008 — «Автобус» (серия «Кумир») — Ложкин

### Композитор
- 1981 — «Пёс в сапогах» (мультфильм), написал музыку совместно с Крисом Кельми[44] и Борисом Оппенгеймом
- 1982 — «Парадоксы в стиле рок» (мультфильм), написал музыку совместно с Крисом Кельми и Борисом Оппенгеймом

## Сольная дискография
- 1992 — Апостол # 1 (винил)
- 2001 — Актёр и песня. Павел Смеян (CD)
- 2005 — рок-опера «Слово и дело» (CD)[45][46]

### Список песен
- «Авиакатастрофа» (музыка и слова Павла Смеяна)
- «Аллилуйя любви!» (музыка Алексея Рыбникова, слова Андрея Вознесенского), рок-опера «Юнона и Авось»
- «Артисты не устали» (музыка Анатолия Кальварского, слова Виктора Шварца), дуэт с Ларисой Долиной, мюзикл «Кукла наследника Тутти»
- «Батюшка» (музыка и слова Павла Смеяна)
- «Б. Б. Б. Баня, баба, биржа» (музыка и слова Николая Горева)
- «Бездомный лунный пёс» (музыка и слова Павла Смеяна)
- «Белая черёмуха» (музыка Владимира Волкова, слова Владимира Гостева) дуэт с Дмитрием Варшавским
- «Белка в колесе» (музыка Анатолия Киселёва, слова Леонида Дербенёва и Игоря Шаферана)
- «Белый конь» (музыка Григория Гладкова, слова Александра Гришина), фильм «Поезд вне расписания»
- «Берега» (музыка Александра Третьякова, слова Юрия Поройкова)
- «Блюз для серебряного саксофона» (музыка Сергея Миклашевского, слова Михаила Цецулина)
- «Болдинская осень» (музыка Павла Смеяна, слова Наума Олева)
- «Вакханалия азарта» (музыка Максима Дунаевского, слова Наума Олева), дуэт с Николаем Караченцовым, фильм «Трест, который лопнул»
- «Ваш выход, девочки» (музыка и слова Павла Смеяна), фильм «Ваш выход, девочки»
- «Вдвоём» (музыка Григория Гладкова, слова Александра Гришина), дуэт с Натальей Ветлицкой, фильм «Поезд вне расписания»
- «В дискотеке» (музыка Виктора Бабушкина, слова Леонида Куско), фильм «Свободное падение»
- «Велосипед» (музыка Максима Дунаевского и Дмитрия Данина, слова Андрея Внукова)
- «Ветер перемен» (музыка Максима Дунаевского, слова Наума Олева), дуэт с Татьяной Ворониной, фильм «Мэри Поппинс, до свидания!»
- «В жарком тумане дня» (музыка Евгения Доги, слова Николая Рубцова), фильм «Причалы»
- «Видение Василия Блаженного» (музыка и слова Павла Смеяна), рок-опера «Слово и дело»
- «Виктория» (музыка и слова Павла Смеяна)
- «Воины духа» (музыка Евгения Ширяева, слова Андрея Меньшикова), мюзикл «Воины духа»
- «Война» (музыка и слова Николая Горева)
- «Всё начинается с любви» (музыка Евгения Доги, слова Андрея Дементьева), фильм «Валентин и Валентина»
- «В утреннем лесу» (музыка Дмитрия Жарова, слова Анатолия Поперечного), дуэт с Натальей Ветлицкой
- «Входи» (музыка Александра Журбина, слова Михаила Танича)
- «Выть, пить, жить!» (музыка и слова Павла Смеяна)
- «Гордость» (музыка Дмитрия Данина, слова Давида Усманова)
- «Граждане, послушайте меня!» (музыка Глеба Мая, слова Евгения Евтушенко), рок-опера «Идут белые снеги…»
- «Две любви» (музыка Геннадия Александрова, слова Наума Олева), фильм «Случай в аэропорту»
- «Девонька» (музыка Рустама Неврединова, слова Олеси Борисовой)
- «День ангела» (музыка и слова Павла Смеяна)
- «Джинн» (музыка Геннадия Александрова, слова Наума Олева), фильм «Случай в аэропорту»
- «Джованна» (музыка Лоры Квинт, слова Николая Денисова)
- «Дуга» (музыка и слова Павла Смеяна)
- «Дуэт Джордано и Графа» (музыка Лоры Квинт, слова Владимира Кострова), дуэт с Валерием Леонтьевым, из рок-оперы «Джордано»
- «Жаль!» (музыка и слова Павла Смеяна)
- «Жених и невеста» (музыка Александра Чевского, слова Анатолия Митникова), дуэт с Ольгой Кормухиной
- «Жизнь на грани риска» (музыка Дмитрия Данина, слова Наума Олева)
- «Законы жанра» (музыка Максима Дунаевского, слова Наума Олева), дуэт с Николаем Караченцовым, фильм «Трест, который лопнул»
- «Зелёная мечта» (музыка и слова Павла Смеяна)
- «Каждый день» (музыка и слова Юрия Чернавского), фильм «Новогодний романс»
- «Капля за каплей» (музыка Анатолия Киселёва, слова Михаила Каневского), мультфильм «Домовые, или Сон в Зимнюю ночь»
- «Картина любви» (музыка Вячеслава Малежика, слова Николая Денисова), дуэт с Натальей Ветлицкой
- «Когда-нибудь» (музыка Евгения Ростовского, слова Юрия Поройкова)
- «Когда хочется плакать» (музыка и слова Павла Смеяна)
- «Король» (музыка Татьяны Островской, слова Романа Сефа)
- «Крик» (музыка Павла Смеяна, слова Наума Олева)
- «Ласточки» (музыка Татьяны Островской, слова Алексея Римицана)
- «Лев» (музыка Татьяны Островской, слова Михаила Либина), фильм «Они и мы»
- «Ливень» (музыка Владимира Быстрякова, слова Наума Олева), дуэт с Натальей Ветлицкой
- «Любимая, спи!» (музыка Глеба Мая, слова Евгения Евтушенко), рок-опера «Идут белые снеги…»
- «Любовь — наш господин» (музыка Максима Дунаевского, слова Наума Олева), дуэт с Николаем Караченцовым, фильм «Трест, который лопнул»
- «Люди и птицы» (музыка Криса Кельми, слова Маргарита Пушкина)
- «Месть» (музыка Максима Дунаевского, слова Наума Олева), дуэт с Николаем Караченцовым, фильм «Трест, который лопнул»
- «Мечта Земли» (музыка и слова Павла Смеяна)
- «Мне всего милее рок» (музыка Александра Журбина, слова Виктора Забелышинского), фильм «Где бы ни работать»
- «Монолог графа Мочениго» (музыка Лоры Квинт, слова Владимира Кострова), дуэт с Валерием Леонтьевым, из рок-оперы «Джордано»
- «Наши» (музыка и слова Николая Горева)
- «Наши дети» (музыка Юрия Саульского, слова Игоря Шаферана)
- «Не верим!» (музыка Татьяны Островской, слова Михаила Либина), фильм «Они и мы»
- «Не верьте январю» (музыка Александра Клевицкого, слова Наума Олева)
- «Непогода» (музыка Максима Дунаевского, слова Наума Олева), фильм «Мэри Поппинс, до свидания!»
- «Не ревнуй!» (музыка Лоры Квинт, слова Бориса Дубровина)
- «Не убий!» (музыка Юрия Саульского, слова Леонида Завальнюка)
- «Неудачник» (музыка Григория Гладкова, слова Вадима Шефнера), фильм «Поезд вне расписания»
- «Новогодняя песня» (музыка Максима Дунаевского, слова Алексея Лысенко), исполнение совместно с Максимом Дунаевским, Ириной Понаровской, Вейландом Роддом, Андреем Давидяном
- «Номер диктатора Слэйтона» (музыка Владимира Давыденко, слова Юрия Ряшенцева), фильм «Остров погибших кораблей»
- «Ну, почему?» (музыка Анатолия Киселёва, слова Михаила Каневского), мультфильм «Домовые, или Сон в Зимнюю ночь»
- «Огни большого города» (музыка Максима Дунаевского, слова Наума Олева), дуэт с Николаем Караченцовым, фильм «Трест, который лопнул»
- «Опричник» (музыка и слова Павла Смеяна)
- «Песенка о трёх китах» (музыка Максима Дунаевского, слова Наума Олева), дуэт с Николаем Караченцовым, фильм «Трест, который лопнул»
- «Песня гимнаста Тибула» (музыка Анатолия Кальварского, слова Виктора Шварца), мюзикл «Кукла наследника Тутти»
- «Песня мятежников» (музыка Анатолия Кальварского, слова Виктора Шварца), мюзикл «Кукла наследника Тутти»
- «Песня оружейника Просперо» (музыка Анатолия Кальварского, слова Виктора Шварца), мюзикл «Кукла наследника Тутти»
- «Пленники любви» (музыка и слова Валерия Супруненко)
- «Поговорим» (музыка Дмитрия Данина, слова Алексея Лысенко)
- «Поезд» (музыка Анатолия Киселёва, слова Леонида Дербенёва), мультфильм «32 декабря»
- «Последний шанс» (музыка Александра Журбина, слова Владимира Шлёнского)
- «Про зверей» (музыка Татьяны Островской, слова Михаила Либина), фильм «Они и мы»
- «Пролог» (музыка Алексея Рыбникова, слова Андрея Вознесенского), рок-опера «Юнона и Авось»
- «Пятна» (музыка Романа Амиридиса, слова Александра Бутузова)
- «Разговор с тобой» (музыка Андрея Эшпая, слова Андрея Эшпая)
- «Ралли» (музыка Григория Гладкова, слова Григория Гладкова и Валерия Выбодовского)
- «Распахни окно» (музыка Криса Кельми, слова Александра Смеяна)
- «Рафаэль» (музыка Дмитрия Данина, слова Наума Олева)
- «Рио-Рита» (музыка Игоря Кантюкова, слова Геннадия Шпаликова), фильм «Военно-полевой роман»
- «Родня» (музыка Татьяны Островской, слова Михаила Либина), фильм «Они и мы»
- «Романс морских офицеров» (музыка Алексея Рыбникова, слова Андрея Вознесенского), рок-опера «Юнона и Авось»
- «Сальто-Мортале» (музыка Александра Клевицкого, слова Наума Олева)
- «Свадьба» (музыка Григория Гладкова, слова Григория Гладкова и Павла Катаева)
- «Свежий ветер» (музыка Криса Кельми, слова Павла Смеяна)
- «Сверхпланрок» (музыка Криса Кельми, слова Павла Смеяна)
- «Сказ» (музыка и слова Павла Смеяна), рок-опера «Слово и дело»
- «Солдат удачи» (музыка и слова Владимира Мазура)
- «Страна» (музыка и слова Николая Горева)
- «Суббота» (музыка и слова Николая Горева)
- «Суперстрасть» (музыка Максима Дунаевского, слова Наума Олева), дуэт с Николаем Караченцовым, фильм «Трест, который лопнул»
- «Суть джентльмена» (музыка Максима Дунаевского, слова Наума Олева), дуэт с Николаем Караченцовым, фильм «Трест, который лопнул»
- «Съеденный бультерьером» (музыка и слова Павла Смеяна)
- «Тихая пристань» (музыка и слова Павла Смеяна)
- «Трефовая масть» (музыка Павла Смеяна, слова Наума Олева)
- «Тридцать три коровы» (музыка Максима Дунаевского, слова Наума Олева), фильм «Мэри Поппинс, до свидания!»
- «Трудная любовь» (музыка Александра Журбина, слова Владимира Шлёнского), дуэт с Натальей Ветлицкой
- «Углы» (музыка Геннадия Александрова, слова Наума Олева), фильм «Случай в аэропорту»
- «Удав» (музыка и слова Николая Горева)
- «Ужас» (музыка Максима Непомнящего, слова Николая Гумилёва)
- «Улица Случайная» (музыка Дмитрия Данина, слова Алексея Лысенко), дуэт с Верой Соколовой
- «Цветы в степи» (музыка Ильи Любинского, слова Владимира Солоухина)
- «Цветы на дорогах войны» (музыка Владимира Семёнова, слова Сергея Острового)
- «Чтобы встретить тебя» (музыка и слова Павла Смеяна)
- «Шестьдесят секунд» (музыка Владимира Шаинского, слова Бориса Салибова)
- «Экстрасенс» (музыка Владимира Комарова, слова Юрия Энтина), фильм «Люби меня, как я тебя»
- «Это хоккей» (музыка Николая Соколова, слова Якова Гальперина)
- «Я не нарушаю тишину…» (музыка и слова Юрия Чернавского), фильм «Новогодний романс»
- «Я пел, когда летал» (музыка Павла и Александра Смеянов, слова Павла Смеяна)
- «Ярмарка, базар, продажа…» (музыка Максима Дунаевского, слова Наума Олева), дуэт с Николаем Караченцовым, фильм «Трест, который лопнул»
- «Я уже влюбился» (музыка Геннадия Александрова, слова Наума Олева), фильм «Я ей нравлюсь»
- «Я устал» (музыка Игоря Кривчуна, слова Ярослава Трусова)
- «Яхта» (музыка Алексея Аедоницкого, слова Юрия Гуреева)[47][неавторитетный источник][48][49][49][50][51][52][53][54][55][56][57][58]